# Molen te Heeswijk
Molen te Heeswijk is een schilderij van Piet Mondriaan in het Noordbrabants Museum in 's-Hertogenbosch.

## Voorstelling
Het stelt een standaardmolen voor op een verhoging en beschilderd met een ster. Als het de molen van het Noord-Brabantse Heeswijk is, is het de molen die op de Molenberg stond. Deze molen werd in 1778 gebouwd en in 1949 gesloopt. Het schilderij is een van de vier schilderijen van molens die Mondriaan in 1904 schilderde. Mondriaan woonde in 1904 tijdelijk in Noord-Brabant bij zijn vriend Albert van den Briel in Uden.

## Toeschrijving
Het schilderij is rechtsonder gesigneerd ‘Piet Mondriaan.’.